# Waris Dirie

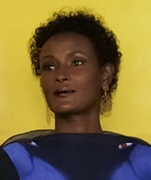
Waris Dirie

Waris Dirie (n. 21 octombrie 1965, Gaalkacyo, Mudug⁠(d), Somalia) este un model și o scriitoare din Somalia. În prezent trăiește în Austria, la Viena. Este autoarea cărții Desert Flower. Ea a copilărit în deșertul somalez. La vârsta de 13 ani urma sa fie căsătorită forțat cu un bărbat mai în vârstă și, pentru a scăpa, fuge în Mogadishu. Peste câțiva ani ea reușește să plece la Londra, ca menajeră a unchiului său, devenit ambasador. Aici este descoperită de un fotograf care îi împlinește visul de a fi model. Waris Dirie devine unul dintre cele mai solicitate fotomodele din lume.